# 科扎諾
科扎諾（法語：Cozzano，法語發音：[kotsano]）是法国南科西嘉省的一个市镇，属于阿雅克肖区。

## 地理
科扎諾（41°56'4"N, 9°9'17"E）面积25.59 平方千米，位于法国南科西嘉省，该省份位于科西嘉南部，后者为地中海西部的一座岛屿，也是法国的一个单一领土集体，位于法国大陆部分的东南面，意大利半島的西面，最临近的地块是撒丁岛。
与科扎諾接壤的市镇（或旧市镇、城区）包括：帕爾內卡、齐卡沃、基萨。

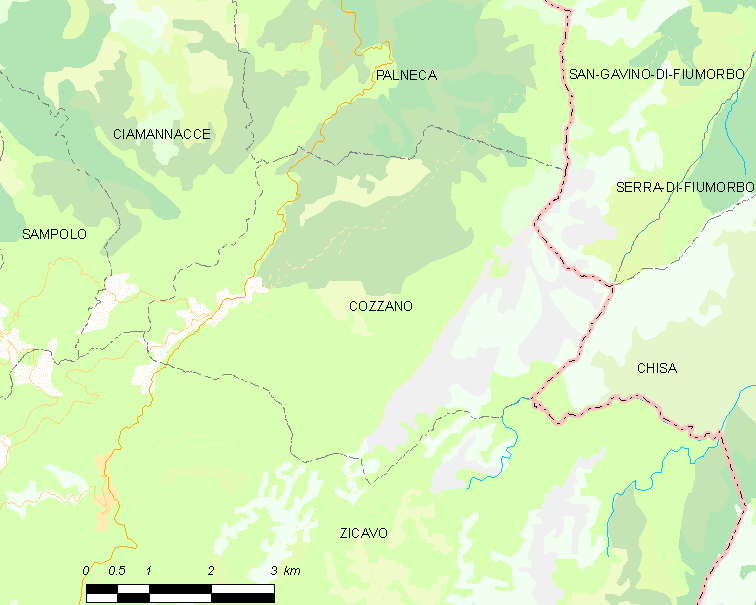
科扎諾的OSM定位图

科扎諾的时区为UTC+01:00、UTC+02:00（夏令时）。

## 行政
科扎諾的邮政编码为20148，INSEE市镇编码为2A099。

## 政治
科扎諾所属的省级选区为塔拉沃-奥尔纳诺县。

## 人口

1962-2008年间科扎諾人口变化图示

科扎諾于2022年1月1日时的人口数量为281人。